# Burg Maubach

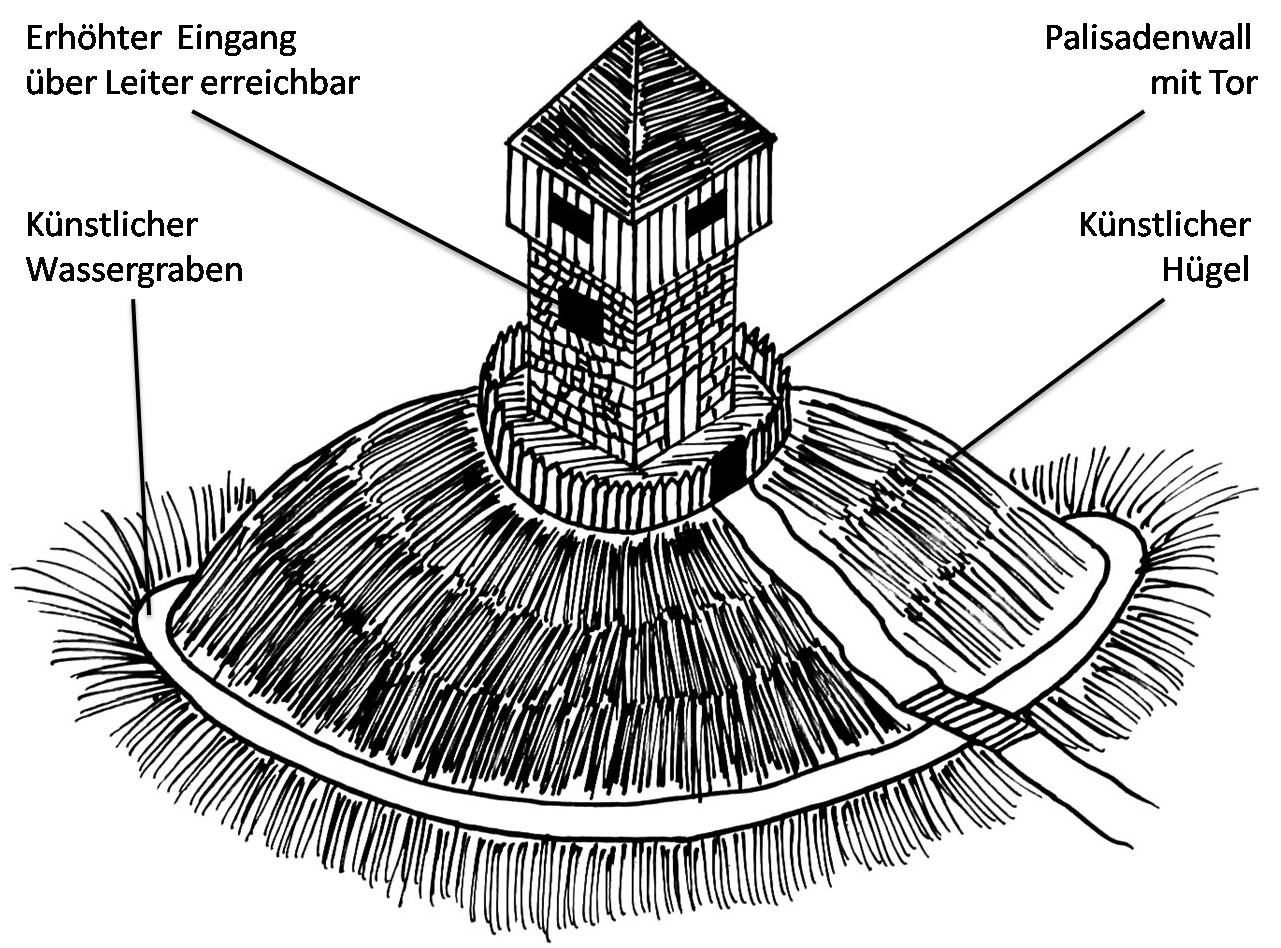
Beispiel einer einfachen Turmhügelburg

Die verschwundene Burg von Maubach lag südlich von Maubach, einem Stadtteil der Großen Kreisstadt Backnang im Rems-Murr-Kreis in Baden-Württemberg. Über die ehemalige Burganlage, von der keine Reste erhalten sind, ist heute nur noch wenig bekannt.

## Lage
Eine Lokalisierung der ehemaligen Burg ist schwierig, da von der Anlage keine oberirdischen Reste vorhanden sind. Auf einer flachen Anhöhe südlich von Maubach kommt der Flurname Bürglesäcker (auch Birklesäcker oder Bürklesäcker geschrieben) vor. Die Bürglesäcker wurden um 1970 teilweise in ein Neubaugebiet einbezogen. Weitere Flurnamen in und um Maubach lauten Brühl, Tiergarten und Weingarten. Diese Namen könnten auf umfangreichen, ehemals adligen Grundbesitz hindeuten.

## Geschichte
In einem Lagerbuch von 1698 ist die Rede von einem Bürglein bei einem Wäldlein. Bei dem Wald handelt es sich offenbar um den Wald Brandhau, der früher viel größer war und bis zu der Burg reichte. In früheren Zeiten soll von der Burg noch eine tief eingeschnittene Grabenecke am nordwestlichen Hang der Anhöhe sichtbar gewesen sein. Als Entstehungszeit geht man von dem 11.–12. Jahrhundert aus. Von der Architektur sei die Burg eine Motte (Turmhügelburg) gewesen. Heute ist in dem Bereich nichts mehr zu sehen. Das Gebiet wird landwirtschaftlich genutzt, daher dürfte die Burgstelle völlig eingeebnet sein. Bei den Erbauern der Burg kann es sich nur um die Herren von Maubach gehandelt haben. Diese waren Ministeriale des Hauses Baden und wahrscheinlich verwandt mit den Herren von Weissach. Im 14. Jahrhundert tauchen verschiedene Angehörige dieses Geschlechts in Urkunden auf. 1311 wird ein Wolf von Maubach als Stadtschultheiß von Esslingen genannt. Ebenfalls 1311 ein Heinrich von Maubach. 1370 wird Edelknecht Ulrich von Maubach erwähnt, der seine Güter in Oberweissach mit Hellerzinsen und Gülten von der Oberweissacher Mühle und nebst Gütern in Maubach an das Stift Backnang veräußerte. 1373 veräußerte seine Frau Bete Zainerin von Nippenburg ihre übrigen Besitzungen in Maubach für 13 Pfund Heller an das Stift. Dies könnte darauf hindeuten, dass Ulrich von Maubach 1373 schon verstorben war. 1380 verkaufte Agnes von Maubach, Tochter von Ulrich und Witwe eines Burkhard des Rechners, ihr väterliches Erbe an das Stift. Da das Geschlecht in er Folgezeit nicht mehr erwähnt wird, dürfte es Ende des 14. Jahrhunderts ausgestorben sein. 1393 taucht in Urkunden des Stifts noch ein Ruf Muppach auf, dessen Hof allerdings wüst lag. Ob die Turmhügelburg zu diesem Zeitpunkt noch bewohnt war, ist unklar. Möglicherweise wurde sie von den Maubachern schon zuvor zugunsten der Schöntaler Burg aufgegeben.

Das Wappen der Herren von Maubach zeigt drei Helme, wahrscheinlich Eisenhüte.

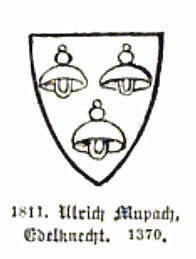
Das Wappen des Edelknechts Ulrich von Maubach zeigt drei 2:1 angeordnete Helme (möglicherweise von Typ Eisenhut)